# Tricentrus planicornis
Tricentrus planicornis är en insektsart som beskrevs av Jacobi 1944. Tricentrus planicornis ingår i släktet Tricentrus och familjen hornstritar. Inga underarter finns listade i Catalogue of Life.